# Paul von Watt
Paul von Watt (* wahrscheinlich 1451 in Nürnberg; † 25. April 1505 wahrscheinlich in Fischhausen) war ein Universitätslehrer, Jurist, Prinzenerzieher, Kanzler des Hochmeisters des Deutschen Ordens und bestätigter Bischof von Samland.

## Leben
Paul von Watt entstammte einer ursprünglich in St. Gallen beheimateten Kaufmannsfamilie. Sein Vater Peter von Watt hatte in Nürnberg Ursula Pirkheimer geheiratet. Nach dem Tod des Vaters bezog Paul von Watt mit etwa 14 Jahren die Universität Leipzig, wo er 1470 die Magisterwürde erlangte und 1478 Dekan der Artistenfakultät wurde. 1491 wurde er zum Doktor der Rechte promoviert. Schon seit Mitte der 1480er Jahre unterrichtete er die sächsischen Prinzen Georg, Heinrich und Friedrich. Er begleitete Friedrich auch auf dessen Studienreisen nach Italien, erhielt 1496 die niederen Weihen und verschiedene Kanonikate, folgte Friedrich jedoch, als dieser Hochmeister des Deutschen Ordens geworden war, nach Königsberg in Preußen, um ihm als Kanzler zu dienen.
Im Februar 1500 schlug er das ihm angebotene Bistum Kurland aus, ebenso im Mai 1501 das Bistum Pomesanien, nahm jedoch am 16. Juli 1503 die Wahl zum Bischof von Samland an, wobei er jedoch bis Ende 1503 noch offiziell als Kanzler, später als bestätigter Bischof weiter an der Verwaltung des Ordens Anteil hatte, obwohl er gesundheitlich schon sehr geschwächt war. 
Seine seit September 1504 mehrfach verschobene Bischofsweihe erlebte Paul von Watt nicht mehr. Er verstarb am 25. April 1505 und wurde im Dom zu Königsberg bestattet.